# Cortume
Cortume és una entitat de població de l'Uruguai, ubicada al sud-oest del departament de Rivera. Limita al sud amb Tacuarembó.
Es troba a 126 metres sobre el nivell del mar. Té una població aproximada de 1.227 habitants.